# Criste marine
Crithmum maritimum
Espèce
Statut de conservation UICN

 LC  : Préoccupation mineure

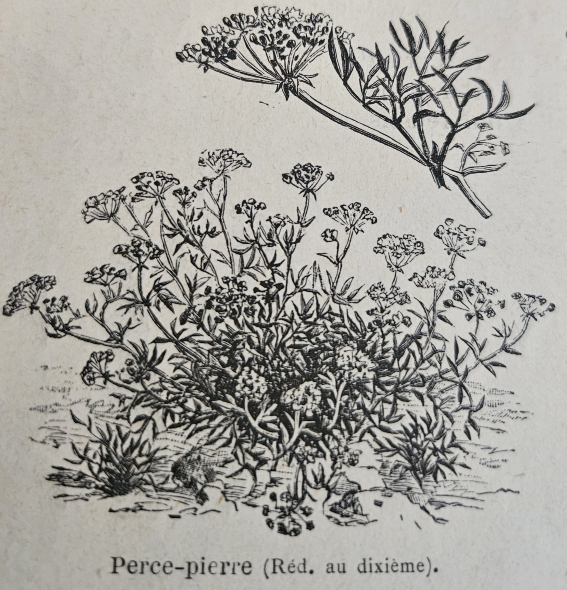
Illustration de Crithmum maritimum dans Les plantes potagères Vilmorin 1925

La Criste marine, Crithme, Fenouil marin, Casse-pierre ou Perce-pierre (Crithmum maritimum) est une espèce de plantes à fleurs de la famille des Apiacées (ou ombellifères). C'est une plante herbacée vivace trouvée en Afrique du Nord, dans l'ouest de l'Asie, dans le Caucase et en Europe.

## Étymologie
L'épithète spécifique maritimum indique l'affinité de la plante pour les milieux littoraux. Le nom vient du grec κρῆθμον - krêthmon (Dioscoride, 2.129). Selon Jean-Pierre Reduron, il dériverait du grec « krithari » désignant l'orge, par analogie de forme et de couleur entre les fruits mûrs de la plante et les grains d'orge.

## Description
C'est une plante de 20 à 50 cm de haut, à port buissonnant.
La plante est charnue, glauque et glabre. La souche est rampante. Les tiges sont aériennes, ligneuses à la base, dressées, striées ou ascendantes et flexueuses. Les racines puissantes et profondes sont rhizomateuses. Ce rhizome rampant plus ou moins lignifié favorise la multiplication végétative (lorsque ses parties anciennes sèchent, elles libèrent des rameaux qui donnent alors naissance à de nouvelles tiges) et l'insertion profonde dans la moindre anfractuosité. Les feuilles succulentes sont non dentées et divisées en segments linéaires à lancéolés. Ces feuille alternes sont comestibles, elles ont un goût anisé proche de la carotte ou du fenouil. 
Organes reproducteurs
- Les fleurs sont vert jaunâtre, en larges ombelles. La floraison a lieu de juillet à octobre[3]
- Inflorescence : ombelle d'ombellules
- Sexualité : hermaphrodite
- Ordre de maturation :
- Pollinisation : entomogame

Graine
- Fruit : akène
- Dissémination : barochore

Données d'après : Julve, Ph., 1998 ff. - Baseflor. Index botanique, écologique et chorologique de la flore de France. Version : 23 avril 2004.
|                                           |
| Feuilles charnues bi- à tripennatiséquée. |

| |
| Les fleurs blanc verdâtre sont groupées par 10-15 en une ombellule située au bout d'un rayon. L'inflorescence réunit ces rayons (de 10 à 20, jusqu'à 36) pour former une ombelle. |

| |
| La graine se développe dans un akène spongieux qui favorise sa dissémination grâce aux courants marins (hydrochorie) mais ne germe qu'en présence d'eau douce. |

## Habitat

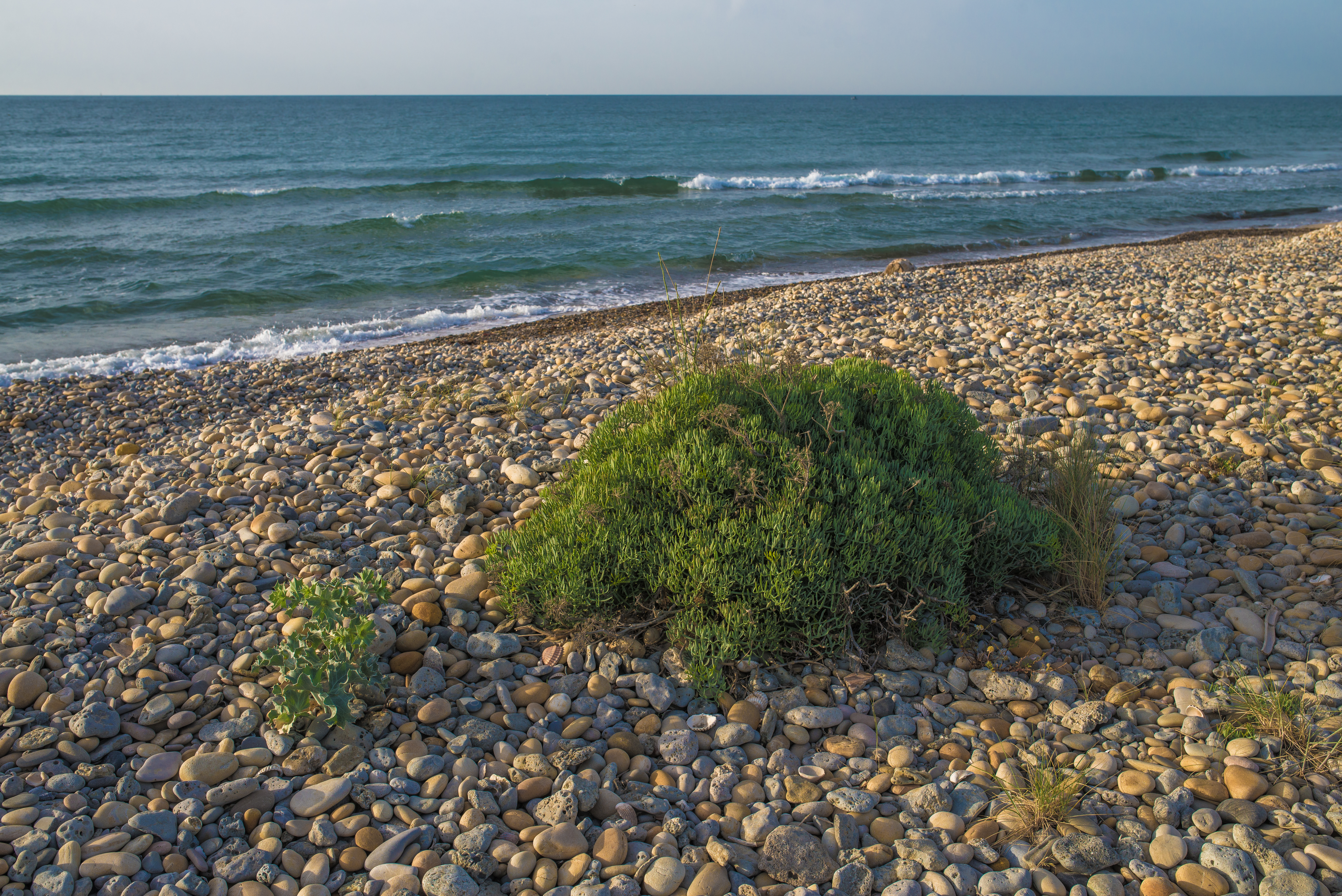
Sur une plage de galets devant la mer Méditerranée.

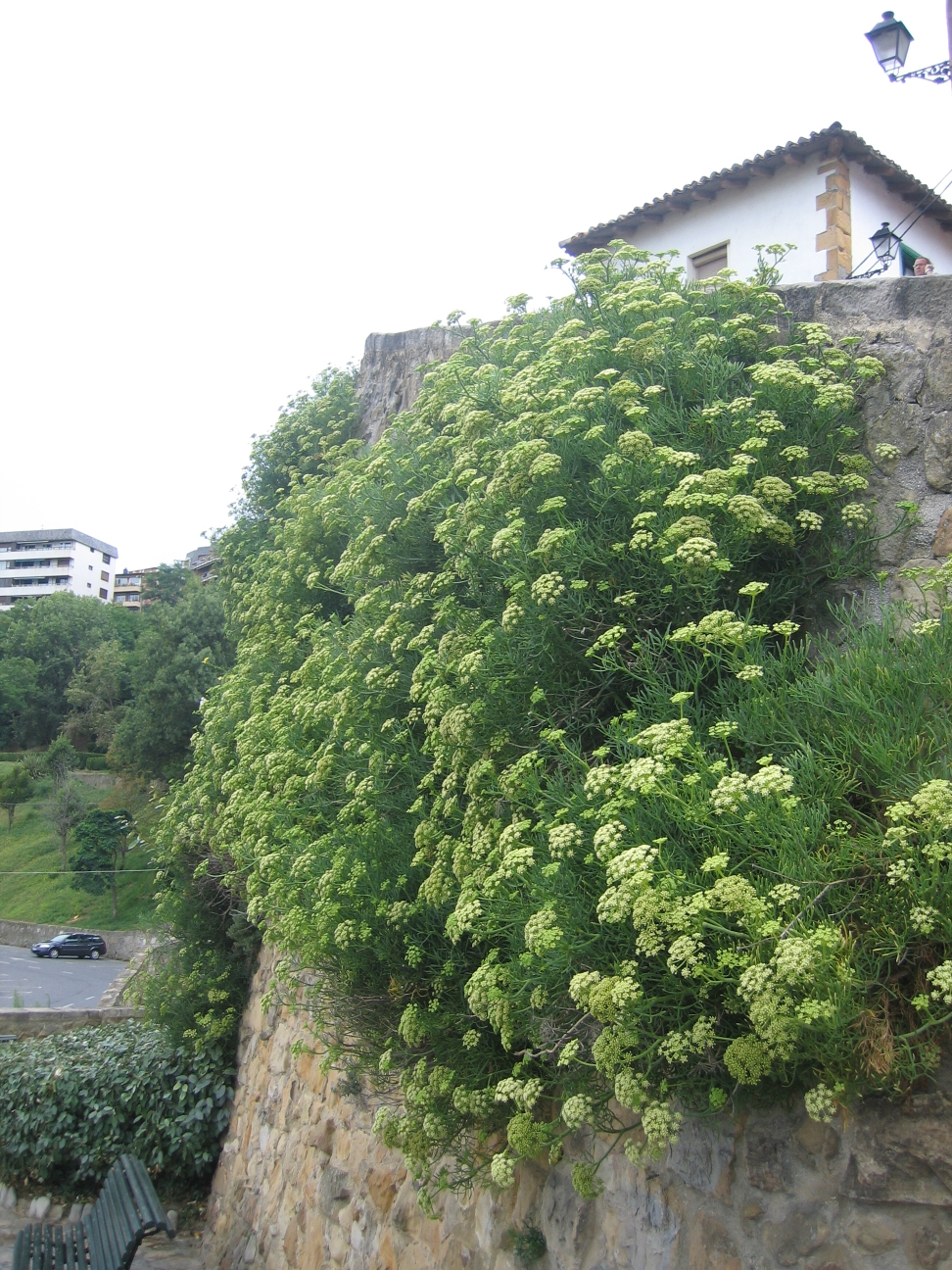
Sur un vieux mur d'un port du Golfe de Gascogne.

Particulièrement résistante aux embruns marins salés, la criste marine colonise les falaises, les rochers du bord de mer, les cordons de galet, les dunes embryonnaires. Elle peut aussi habiter d'autres milieux exposés aux embruns (vieux murs, enrochements artificiels, interstices des pavés des quais et des ports).
C'est l'une des rares plantes capables de survivre sur des rochers régulièrement atteints par les vagues. Plante halophile, sa présence marque la zone dans laquelle les embruns sont mortels pour les plantes continentales. Outre sa résistance au sel, la Criste de mer est également très résistante à la sécheresse. Elle puise l'eau en profondeur pour ensuite la stocker dans ses feuilles charnues. C'est l'une des rares plantes méditerranéennes à pouvoir fleurir au cœur de l'été.
Habitat et répartition
- Habitat type : pelouses aérohalines submaritimes méditerranéennes
- Aire de répartition : méditerranéen-atlantique, littoraux de toute l'Europe et de l'Afrique du Nord.

## Statut
L'espèce est évaluée comme non préoccupante aux échelons européen et français où elle est non menacée à court terme par l'activité de récolte.
Toutefois, sa cueillette peut avoir pour conséquence qu'elle est localement plus rare ou menacée. En France l'espèce se raréfie notamment dans les régions du Nord-Pas-de-Calais et de Haute-Normandie. Elle y est classée comme quasi menacée (NT), proche du seuil des espèces menacées ou qui pourraient l'être si des mesures de conservation spécifiques n'étaient pas prises.

## Biologie
Crithmum maritimum est une hémicryptophyte pionnière affectionnant les zones de pleine lumière. C'est également une plante halophile, chasmophile, chomophile et parfois chersophile (plante adaptée aux substrats grossiers).

## Utilisation
La Criste marine est une plante dont la composition phytochimique (richesse en iode, en oligo-éléments et sels minéraux, en β-carotène et vitamine C, en protéines et en acides aminés) « et les propriétés associées intéressent certains professionnels dans les domaines de l'alimentaire, la cosmétologie et la pharmacologie ».
Elle a été utilisée comme aliment de famine et plante médicinale (diurétique, anthelminthique). Ses feuilles sont actuellement employés comme condiment, le plus souvent préparés au vinaigre blanc comme les cornichons. Elles peuvent aussi être consommées comme aliment en salade ou en légume. Les feuilles qui ont le goût de la carotte rehaussé d'une saveur piquante peuvent se consommer crues en salade (accompagnées des fleurs qui ont un goût citronné), ou bien cuites comme un légume. Les fruits peuvent servir d'épice.
En Europe et en Amérique du Nord quelques grainetiers spécialisés la proposent dans leurs catalogues. Du XVIIIe au XIXe siècle, la criste marine a été cultivée dans les potagers en France.